# Euploea latifasciata
Euploea latifasciata là một loài bướm giáp thuộc phân họ Danainae. Đây là loài đặc hữu của Indonesia.